# Little Gaddesden

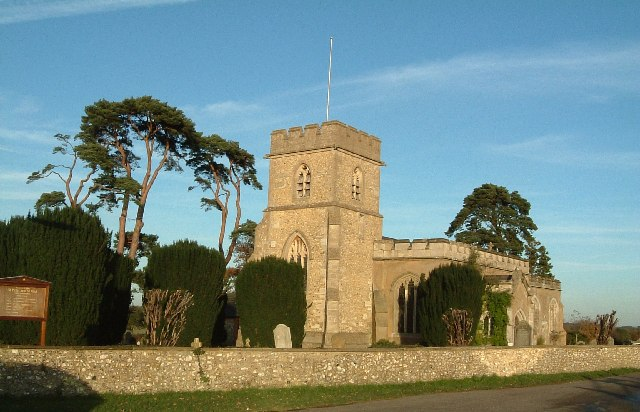
Die Kirche in Little Gaddesden

Little Gaddesden ist ein Dorf in der englischen Grafschaft Hertfordshire.

## Lage
Der Ort liegt circa fünf Kilometer nördlich von Berkhamsted. Nahegelegene Dörfer und Weiler sind Ashridge Park, Aldbury, Great Gaddesden, Gaddesden Row, Frithsden, Nettleden, Potten End, Ivinghoe, Northchurch, Ringshall, Studham, Dudswell, Wigginton, Dagnall und Flamstead.

## Sehenswertes
Little Gaddesden und die Umgebung ist vor allem auch als Location zahlreicher Filme und Fernsehproduktionen bekannt. Hier wurden unter anderem Inspector Barnaby, Lewis (TV-Serie), Der Sternwanderer (2007), Harry Potter, Cranford (TV-Serie), Henry VIII. (TV-Serie), Das dreckige Dutzend (1967), Der erste Ritter (1995) und Teile des Robin-Hood-Films mit Russell Crowe gedreht.
Weiter sehenswerte Gebäude sind:
- Ashridge House von Architekt Sir James Wyattville zusammen mit den Gärten und von Sir Humphrey Repton,
- Manor House, John O'Gaddesden Haus und Marian House,
- Little Gaddesden House und das Alte Pfarrhaus.

## Personen
Hier wurden geboren oder lebten:
- Sarah Brightman, englische Sängerin und Schauspielerin[3]
- John of Gaddesden[4]
- José Maria Blanco White[5]